# Chief Keef
Keith Farrelle Cozart (nascut el 15 d'agost de 1995), més conegut pel seu nom artístic Chief Keef, és un raper, cantant, escriptor de cançons i productor d'enregistraments. La música de Keef esdevingué popular ja durant els seus anys d'adolescència en els primers anys de la dècada de 2010, entre els estudiants d'institut del sud de Chicago. En 2012, el seu popular senzill de temàtica i ambientació de carrer, "I Don't Like" fou remesclat pel raper Kanye West i aconseguí entrar en el Rap Top 20 de Billboard aixecant llur quota de popularitat. Una guerra d'ofertes entre les etiquetes discogràfiques més potents va resultar en la signatura de Keef amb Interscope Records. El seu àlbum de debut Finally Rich fou lliurat en desembre de 2012, i va suposar el llançament dels senzills "I Don't Like" i "Love Sosa", els quals van popularitzar el drill, subgènere de rap.
El cap Keef s'ha enfrontat a problemes legals en curs durant la seva carrera, incloent tinença il·legal d'armes, condemnes d'arrest domiciliari i una prohibició d'actuació imposada per les autoritats de Chicago. Tot i que va ser finiquitat a Interscope a finals del 2014 i posteriorment va signar amb 1017 Records, va continuar autoprojectant-se al mercat mitjançant el seu propi segell Glo Gang. Aquests inclouen: Nobody (2014), "Back from the Dead 2" (2014), "Bang 3" (2015)), i "Thot Breaker" (2017).